# Schwarzenbach an der Pielach
Schwarzenbach an der Pielach – gmina w Austrii, w kraju związkowym Dolna Austria, w powiecie St. Pölten-Land. Liczy 368 mieszkańców (1 stycznia 2014).